# Proboscina incrassata
Proboscina incrassata is een mosdiertjessoort uit de familie van de Oncousoeciidae. De wetenschappelijke naam van de soort is voor het eerst geldig gepubliceerd in 1867 door Smitt.